# Milan Chautur
Milan Chautur CSsR (ur. 4 września 1957 w Sninie) – władyka słowackiej cerkwi greckokatolickiej, biskup eparchii w Koszycach w latach 2008–2021, redemptorysta.

## Życiorys
Milan Chautur urodził się 4 grudnia 1957 w Sninie. Dzieciństwo spędził w nieistniejącej już rusińskiej wsi Veľká Poľana we wschodniej Słowacji. Podczas nauki w gimnazjum w Humennem w 1974 wstąpił do zakonu redemptorystów. Ukończył studia teologiczne w Bratysławie. 14 czerwca 1981 przyjął święcenia kapłańskie z rąk biskupa križevackiego Joachima Segediego. Był proboszczem parochii Borov i Kalinov. Podczas służby wojskowej w latach 1982–1984 pełnił posługę kapłańską wśród żołnierzy. Po zakończeniu służby wojskowej był proboszczem w Medzilaborcach (1984–1985), Šmigovcu (1985–1989) i w Porúbce (1989–1992). Prowadził duszpasterstwo młodzieży, wobec czego pozostawał pod nadzorem policji politycznej. 1 lipca 1990 został wybrany wiceprowincjałem kongregacji redemptorystów w Michalovcach.
11 stycznia 1992 Jan Paweł II powołał o. Milana Chautura na tytularnego biskupa Cresimy i biskupa pomocniczego eparchii greckokatolickiej w Preszowie. Chirotonię biskupią o. Chautur przyjął z rąk biskupa preszowskiego Jána Hirki 29 lutego 1992 w Preszowie. Jako biskup pomocniczy zajmował się duszpasterstwem młodzieży.
21 lutego 1997 bp Milan Chautur został powołany przez Stolicę Apostolską na stanowisko apostolskiego egzarchy dla katolików obrządku bizantyjskiego w Koszycach. Jako pierwszy zarządca nowo utworzonego egzarchatu zajął się przede wszystkim organizowaniem jego struktur.
30 stycznia 2008 Stolica Apostolska poinformowała o podniesieniu egzarchatu w Koszycach do rangi eparchii. Biskupem nowo utworzonej eparchii pozostał bp Milan Chautur.
24 czerwca 2021 roku papież Franciszek przyjął jego rezygnację z pełnionej funkcji.